# Hernando de Lavalle
Hernando de Lavalle y Pardo (30 de noviembre de 1859-13 de enero de 1881) fue un militar peruano, destacado por su participación en la defensa de Lima contra las tropas del ejército de Chile durante la guerra del Pacífico.

## Biografía
Nacido en el seno de una familia de la aristocracia colonial, sus padres fueron José Antonio de Lavalle y Arias de Saavedra y Mariana Pardo y Lavalle (hija del escritor Felipe Pardo y hermana del presidente Manuel Pardo).
Realizó estudios escolares en el Sainte-Marie de París y el St. Stanislaus, Beaumont, antes de cursar estudios superiores en la Universidad de Lovaina (1873) y la Escuela de Ingenieros de Lima, de la que se graduó de subteniente de artillería (1878). 
En febrero de 1879, acompañó a su padre a Santiago como adscrito en la misión de mediación para el conflicto chileno-boliviano. Al fracasar esta, regresó al Perú y fue comisionado militar adjunto de la nueva legación en Río de Janeiro que dirigiría su padre.  Sin embargo, tras declarar el Perú la guerra a Chile, regresó a finales de 1879 y se unió al Ejército peruano para la defensa de Lima.
Ascendido a capitán en 1880, cuando se produjo el ingreso del Ejército chileno a Lima se incorporó al regimiento de Artillería en San Juan comandado por Ezequiel de Piérola. Destinado a la defensa del sector de Pamplona, falleció en la batalla de San Juan y Chorrillos (13 de enero de 1881).
Fue enterrado en la Cripta de los Héroes del Cementerio Presbítero Maestro.